# Liste der Stolpersteine in Papenburg
Die Liste der Stolpersteine in Papenburg enthält die Stolpersteine, die im Rahmen des gleichnamigen Kunst-Projekts von Gunter Demnig in Papenburg verlegt wurden. Mit ihnen soll an die Opfer des Nationalsozialismus erinnert werden, die in Papenburg lebten und wirkten.
Die letzte Verlegung fand am 13. April 2010 statt.

## Liste der Stolpersteine
| Name                    | Adresse                                                        | Bild | Inschrift | Verlegedatum | Biografie und Anmerkungen |
| ----------------------- | -------------------------------------------------------------- | --- | --- | ------------ | ------------------------- |
| Isaak Polak             | Deverweg 2 (C&A Modehaus)                                      | Bild gesucht Der Benutzer GeorgDerReisende ( Diskussion ) wünscht sich an dieser Stelle ein Bild vom Ort mit diesen Koordinaten 53.08477 7.38925 . Motiv: Deverweg 2: Stolpersteine für das Ehepaar Polak, die Lage und das Haus Falls du dabei helfen möchtest, erklärt die Anleitung , wie das geht. BW                      | Hier wohnte Isaak Polak Jg. 1887 ermordet 1945 in Buchenwald                                                                     |              |                           |
| Lina Polak              | Deverweg 2 (C&A Modehaus)                                      | Bild gesucht Die Wikipedia wünscht sich an dieser Stelle ein Bild vom hier behandelten Ort. Falls du dabei helfen möchtest, erklärt die Anleitung , wie das geht. BW | Hier wohnte Lina Polak Jg. 1894 ermordet 1944 in Stutthof                                                                        |              |                           |
| Friederike Hes          | Friederikenstraße 26 / Ecke „Am Stadtpark“                     | Bild gesucht Der Benutzer GeorgDerReisende ( Diskussion ) wünscht sich an dieser Stelle ein Bild vom Ort mit diesen Koordinaten 53.077555 7.390444 . Motiv: Friederikenstraße 26: Stolperstein für Friederike Hes, die Lage und das Haus Falls du dabei helfen möchtest, erklärt die Anleitung , wie das geht. BW              | Hier wohnte Friederike Hes Jg. 1866 deportiert 1942 Theresienstadt ???                                                           |              |                           |
| Selma Hes               | Friederikenstraße 44 ·                                         | Bild gesucht Der Benutzer GeorgDerReisende ( Diskussion ) wünscht sich an dieser Stelle ein Bild vom Ort mit diesen Koordinaten 53.076949 7.389232 . Motiv: Friederikenstraße 44: Stolpersteine für Familie Hes und Rothschild, die Lage und das Haus Falls du dabei helfen möchtest, erklärt die Anleitung , wie das geht. BW | Hier wohnte Selma Hes Jg. 1902 deportiert 1941 Riga ermordet in Auschwitz                                                        |              |                           |
| Hannelore Hes           | Friederikenstraße 44 ·                                         | Bild gesucht Die Wikipedia wünscht sich an dieser Stelle ein Bild vom hier behandelten Ort. Falls du dabei helfen möchtest, erklärt die Anleitung , wie das geht. BW | Hier wohnte Hannelore Hes Jg. 1935 ermordet in Auschwitz                                                                         |              |                           |
| Arno Hes                | Friederikenstraße 44 ·                                         | Bild gesucht Die Wikipedia wünscht sich an dieser Stelle ein Bild vom hier behandelten Ort. Falls du dabei helfen möchtest, erklärt die Anleitung , wie das geht. BW | Hier wohnte Arno Hes Jg. 1938 ermordet in Auschwitz                                                                              |              |                           |
| Sophie Rothschild       | Friederikenstraße 44 ·                                         | Bild gesucht Die Wikipedia wünscht sich an dieser Stelle ein Bild vom hier behandelten Ort. Falls du dabei helfen möchtest, erklärt die Anleitung , wie das geht. BW | Hier wohnte Sophie Rothschild Jg. 1896 deportiert 1942 Izbica ermordet                                                           |              |                           |
| Regina Rothschild       | Friederikenstraße 44 ·                                         | Bild gesucht Die Wikipedia wünscht sich an dieser Stelle ein Bild vom hier behandelten Ort. Falls du dabei helfen möchtest, erklärt die Anleitung , wie das geht. BW | Hier wohnte Regina Rothschild Jg. 1928 deportiert 1942 ermordet in Auschwitz                                                     |              |                           |
| Mirjam Rothschild       | Friederikenstraße 44 ·                                         | Bild gesucht Die Wikipedia wünscht sich an dieser Stelle ein Bild vom hier behandelten Ort. Falls du dabei helfen möchtest, erklärt die Anleitung , wie das geht. BW | Hier wohnte Mirjam Rothschild Jg. 1933 deportiert 1942 ???                                                                       |              |                           |
| David Grünfeld          | Friederikenstraße 48-50 (Seniorenwohnanlage „Haus Friederike“) | Bild gesucht Der Benutzer GeorgDerReisende ( Diskussion ) wünscht sich an dieser Stelle ein Bild vom Ort mit diesen Koordinaten 53.076595 7.388389 . Motiv: Friederikenstraße 48-50: Stolpersteine für Familie Grünfeld, die Lage und das Haus Falls du dabei helfen möchtest, erklärt die Anleitung , wie das geht. BW        | Hier wohnte David Grünfeld Jg. 1897 Warschau ermordet                                                                            |              |                           |
| Ernst Grünfeld          | Friederikenstraße 48-50 (Seniorenwohnanlage „Haus Friederike“) | Bild gesucht Die Wikipedia wünscht sich an dieser Stelle ein Bild vom hier behandelten Ort. Falls du dabei helfen möchtest, erklärt die Anleitung , wie das geht. BW | Hier wohnte Ernst Grünfeld Jg. 1926 Warschau ermordet                                                                            |              |                           |
| Manfred Gerson Grünfeld | Friederikenstraße 48-50 (Seniorenwohnanlage „Haus Friederike“) | Bild gesucht Die Wikipedia wünscht sich an dieser Stelle ein Bild vom hier behandelten Ort. Falls du dabei helfen möchtest, erklärt die Anleitung , wie das geht. BW | Hier wohnte Manfred Gerson Grünfeld Jg. 1928 Warschau ermordet                                                                   |              |                           |
| Hanna Grünfeld          | Friederikenstraße 48-50 (Seniorenwohnanlage „Haus Friederike“) | Bild gesucht Die Wikipedia wünscht sich an dieser Stelle ein Bild vom hier behandelten Ort. Falls du dabei helfen möchtest, erklärt die Anleitung , wie das geht. BW | Hier wohnte Hanna Grünfeld Jg. 1936 Warschau ermordet                                                                            |              |                           |
| Rahel Grünberg          | Friederikenstraße 62                                           | Bild gesucht Der Benutzer GeorgDerReisende ( Diskussion ) wünscht sich an dieser Stelle ein Bild vom Ort mit diesen Koordinaten 53.076074 7.387346 . Motiv: Friederikenstraße 62: Stolpersteine für Familie Grünberg, die Lage und das Haus Falls du dabei helfen möchtest, erklärt die Anleitung , wie das geht. BW           | Hier wohnte Rahel Grünberg Jg. 18979 deportiert 1942 Theresienstadt ermordet 1944 in Auschwitz                                   |              |                           |
| Bertha Grünberg         | Friederikenstraße 62                                           | Bild gesucht Die Wikipedia wünscht sich an dieser Stelle ein Bild vom hier behandelten Ort. Falls du dabei helfen möchtest, erklärt die Anleitung , wie das geht. BW | Hier wohnte Bertha Grünberg Jg. 1909 Flucht 1938 Holland interniert Westerbork deportiert 1942 Auschwitz ermordet                |              |                           |
| Sophie Grünberg         | Friederikenstraße 62                                           | Bild gesucht Die Wikipedia wünscht sich an dieser Stelle ein Bild vom hier behandelten Ort. Falls du dabei helfen möchtest, erklärt die Anleitung , wie das geht. BW | Hier wohnte Sophie Grünberg Jg. 1910 deportiert 1942 Theresienstadt ermordet 1943 in Auschwitz                                   |              |                           |
| Adolf Mindus            | Gasthauskanal rechts 7                                         | Bild gesucht Der Benutzer GeorgDerReisende ( Diskussion ) wünscht sich an dieser Stelle ein Bild vom Ort mit diesen Koordinaten 53.075979 7.406502 . Motiv: Gasthauskanal rechts 7: Stolperstein für Adolf Mindus, die Lage und das Haus Falls du dabei helfen möchtest, erklärt die Anleitung , wie das geht. BW              | Hier wohnte Adolf Mindus Jg. 1905 Flucht 1937 Holland interniert Westerbork deportiert 1942 ermordet                             |              |                           |
| Helene Hes              | Große Straße 68 (Aschendorf) ·                                 | Bild gesucht Der Benutzer GeorgDerReisende ( Diskussion ) wünscht sich an dieser Stelle ein Bild vom Ort mit diesen Koordinaten 53.051772 7.331074 . Motiv: Große Straße 68: Stolpersteine für Familie Hes, die Lage und das Haus Falls du dabei helfen möchtest, erklärt die Anleitung , wie das geht. BW                     | Hier wohnte Helene Hes Jg. 1893 deportiert ermordet in Auschwitz                                                                 |              |                           |
| Sophie Hes              | Große Straße 68 (Aschendorf) ·                                 | Bild gesucht Die Wikipedia wünscht sich an dieser Stelle ein Bild vom hier behandelten Ort. Falls du dabei helfen möchtest, erklärt die Anleitung , wie das geht. BW | Hier wohnte Sophie Hes Jg. 1900 Flucht Holland verhaftet 28.9.1944 ???                                                           |              |                           |
| Franziska Strauss       | Hauptkanal links 26                                            | Bild gesucht Der Benutzer GeorgDerReisende ( Diskussion ) wünscht sich an dieser Stelle ein Bild vom Ort mit diesen Koordinaten 53.084123 7.390187 . Motiv: Hauptkanal links 26: Stolperstein für Franziska Strauss, die Lage und das Haus Falls du dabei helfen möchtest, erklärt die Anleitung , wie das geht. BW            | Hier wohnte Franziska Strauss Jg. 1862 deportiert 1942 Theresienstadt ermordet                                                   |              |                           |
| Cäcilia Hes             | Hauptkanal links 68                                            | Bild gesucht Der Benutzer GeorgDerReisende ( Diskussion ) wünscht sich an dieser Stelle ein Bild vom Ort mit diesen Koordinaten 53.078565 7.394601 . Motiv: Hauptkanal links 68: Stolpersteine für Familie Hes, die Lage und das Haus Falls du dabei helfen möchtest, erklärt die Anleitung , wie das geht. BW                 | Hier wohnte Cäcilia Hes Jg. 1881 deportiert 1942 ermordet                                                                        |              |                           |
| Daniel Hes              | Hauptkanal links 68                                            | Bild gesucht Die Wikipedia wünscht sich an dieser Stelle ein Bild vom hier behandelten Ort. Falls du dabei helfen möchtest, erklärt die Anleitung , wie das geht. BW | Hier wohnte Daniel Hes Jg. 1919 Flucht 1938 Holland interniert Westerbork deportiert ermordet                                    |              |                           |
| Aron Engers             | Hauptkanal links 88 ·                                          | | Hier wohnte Aron Engers Jg. 1854 deportiert 1942 Theresienstadt ermordet 10.11.1942                                              |              |                           |
| Karl Hayum              | Mittelkanal links 15                                           | Bild gesucht Der Benutzer GeorgDerReisende ( Diskussion ) wünscht sich an dieser Stelle ein Bild vom Ort mit diesen Koordinaten 53.081812 7.417082 . Motiv: Mittelkanal links 15: Stolpersteine für Familien Hayum und Meyer, die Lage und das Haus Falls du dabei helfen möchtest, erklärt die Anleitung , wie das geht. BW   | Hier wohnte Karl Hayum Jg. 1866 deportiert 1942 Theresienstadt ermordet                                                          |              |                           |
| Juliane Hayum           | Mittelkanal links 15                                           | Bild gesucht Die Wikipedia wünscht sich an dieser Stelle ein Bild vom hier behandelten Ort. Falls du dabei helfen möchtest, erklärt die Anleitung , wie das geht. BW | Hier wohnte Juliane Hayum Jg. 1867 deportiert 1942 Theresienstadt ermordet                                                       |              |                           |
| Siegfried Hayum         | Mittelkanal links 15                                           | Bild gesucht Die Wikipedia wünscht sich an dieser Stelle ein Bild vom hier behandelten Ort. Falls du dabei helfen möchtest, erklärt die Anleitung , wie das geht. BW | Hier wohnte Siegfried Hayum Jg. 1900 deportiert 1942 Theresienstadt ermordet                                                     |              |                           |
| Eva Hayum               | Mittelkanal links 15                                           | Bild gesucht Die Wikipedia wünscht sich an dieser Stelle ein Bild vom hier behandelten Ort. Falls du dabei helfen möchtest, erklärt die Anleitung , wie das geht. BW | Hier wohnte Eva Hayum Jg. 1905 deportiert 1941 Riga ???                                                                          |              |                           |
| Michel Meyer            | Mittelkanal links 15                                           | Bild gesucht Die Wikipedia wünscht sich an dieser Stelle ein Bild vom hier behandelten Ort. Falls du dabei helfen möchtest, erklärt die Anleitung , wie das geht. BW | Hier wohnte Michel Meyer Jg. 1899 deportiert 1942 ???                                                                            |              |                           |
| Hanny Meyer             | Mittelkanal links 15                                           | Bild gesucht Die Wikipedia wünscht sich an dieser Stelle ein Bild vom hier behandelten Ort. Falls du dabei helfen möchtest, erklärt die Anleitung , wie das geht. BW | Hier wohnte Hanny Meyer Jg. 1908 Flucht 1937 Holland interniert Westerbork deportiert 1943 ermordet in Sobibor                   |              |                           |
| Nathan Moses Zilversmit | Wiek links 6                                                   | Bild gesucht Der Benutzer GeorgDerReisende ( Diskussion ) wünscht sich an dieser Stelle ein Bild vom Ort mit diesen Koordinaten 53.077446 7.405882 . Motiv: Wiek links 6: Stolpersteine für Familie Zilversmit, die Lage und das Haus Falls du dabei helfen möchtest, erklärt die Anleitung , wie das geht. BW                 | Hier wohnte Nathan Moses Zilversmit Jg. 1886 ausgewiesen 1939 Holland interniert Westerbork deportiert 1942 Auschwitz ermordet   |              |                           |
| Minna Zilversmit        | Wiek links 6                                                   | Bild gesucht Die Wikipedia wünscht sich an dieser Stelle ein Bild vom hier behandelten Ort. Falls du dabei helfen möchtest, erklärt die Anleitung , wie das geht. BW | Hier wohnte Minna Zilversmit geb. Hes Jg. 1890 ausgewiesen 1939 Holland interniert Westerbork deportiert 1942 Auschwitz ermordet |              |                           |
| Emma Zilversmit         | Wiek links 6                                                   | Bild gesucht Die Wikipedia wünscht sich an dieser Stelle ein Bild vom hier behandelten Ort. Falls du dabei helfen möchtest, erklärt die Anleitung , wie das geht. BW | Hier wohnte Emma Zilversmit Jg. 1919 Flucht 1938 Holland interniert Westerbork deportiert 1942 Auschwitz ermordet                |              |                           |
| Friederika Zilversmit   | Wiek links 6                                                   | Bild gesucht Die Wikipedia wünscht sich an dieser Stelle ein Bild vom hier behandelten Ort. Falls du dabei helfen möchtest, erklärt die Anleitung , wie das geht. BW | Hier wohnte Friederika Zilversmit Jg. 1922 Flucht 1939 Holland interniert Westerbork deportiert 1942 Auschwitz ermordet          |              |                           |
| Simon Sax               | Von-Galen-Straße 11 (Aschendorf), vor der Sparkasse            | Bild gesucht Der Benutzer GeorgDerReisende ( Diskussion ) wünscht sich an dieser Stelle ein Bild vom Ort mit diesen Koordinaten 53.050843 7.332393 . Motiv: Von-Galen-Straße 11: Stolpersteine für Familie Sax, die Lage und das Haus Falls du dabei helfen möchtest, erklärt die Anleitung , wie das geht. BW                 | Hier wohnte Simon Sax Jg. 1871 deportiert 1942 ermordet in Sobibor                                                               |              |                           |
| Hermann Sax             | Von-Galen-Straße 11 (Aschendorf), vor der Sparkasse            | Bild gesucht Die Wikipedia wünscht sich an dieser Stelle ein Bild vom hier behandelten Ort. Falls du dabei helfen möchtest, erklärt die Anleitung , wie das geht. BW | Hier wohnte Hermann Sax Jg. 1904 verhaftet ermordet in Sachsenhausen                                                             |              |                           |
| Alfred Sax              | Von-Galen-Straße 11 (Aschendorf), vor der Sparkasse            | Bild gesucht Die Wikipedia wünscht sich an dieser Stelle ein Bild vom hier behandelten Ort. Falls du dabei helfen möchtest, erklärt die Anleitung , wie das geht. BW | Hier wohnte Alfred Sax Jg. 1905 deportiert 1942 ermordet in Minsk                                                                |              |                           |
| Rudolf Sax              | Von-Galen-Straße 11 (Aschendorf), vor der Sparkasse            | Bild gesucht Die Wikipedia wünscht sich an dieser Stelle ein Bild vom hier behandelten Ort. Falls du dabei helfen möchtest, erklärt die Anleitung , wie das geht. BW | Hier wohnte Rudolf Sax Jg. 1907 deportiert Riga ermordet in Auschwitz                                                            |              |                           |
| Klara Sax               | Von-Galen-Straße 11 (Aschendorf), vor der Sparkasse            | Bild gesucht Die Wikipedia wünscht sich an dieser Stelle ein Bild vom hier behandelten Ort. Falls du dabei helfen möchtest, erklärt die Anleitung , wie das geht. BW | Hier wohnte Klara Sax Jg. 1909 deportiert 1940 ermordet 1942 in Ravensbrück                                                      |              |                           |
| Josef Sax               | Von-Galen-Straße 11 (Aschendorf), vor der Sparkasse            | Bild gesucht Die Wikipedia wünscht sich an dieser Stelle ein Bild vom hier behandelten Ort. Falls du dabei helfen möchtest, erklärt die Anleitung , wie das geht. BW | Hier wohnte Josef Sax Jg. 1914 deportiert 1942 Theresienstadt Auschwitz                                                          |              |                           |